# Hans Christian Steffensen
Hans Christian Steffensen (22 décembre 1837 - 4 septembre 1912) est un homme politique danois, juriste et président du Landsting, une chambre du parlement.

## Biographie
Il est membre élu du Folketing de 1879 à 1881 et membre nommé du Landsting à partir de 1888, représentant le parti conservateur Højre jusqu'en 1900, date à laquelle il est l'un des neuf membres Højre du Landsting qui quittent le parti pour protester contre les réformes fiscales et fiscales du gouvernement et forme le groupe conservateur De Frikonservative en 1902.
Steffensen est le porte-parole de Højre sur la vaste réforme de 1895 de l'ordre des affaires du Landsting et il est président du Landsting de 1907 à 1909.